# Meta tiniktirika
Meta tiniktirika là một loài nhện trong họ Tetragnathidae.
Loài này thuộc chi Meta. Meta tiniktirika được miêu tả năm 1995 bởi Barrion & Litsinger.